# 22633 Fazio
22633 Fazio (1998 KK64) là một tiểu hành tinh vành đai chính được phát hiện ngày 22 tháng 5 năm 1998 bởi nhóm nghiên cứu tiểu hành tinh gần Trái Đất phòng thí nghiệm Lincoln ở Socorro.
Tênd after Fazio, he mentored a finalist in the 2006 Intel Science Talent Search (STS), a science competition for high school seniors. He teaches ở the Detroit Country Day School, Beverly Hills, Michigan.